# 野崎六助
野崎 六助（のざき ろくすけ、1947年11月9日 -）は、日本の小説家、文芸評論家。
日本推理作家協会会員。

## 人物および仕事
東京都品川区生まれ。京都府立桃山高等学校卒業。1960年から1978年まで京都に在住。コック、大工など多数の職を経る。
1984年、『幻視するバリケード 復員文学論』（田畑書店）でデビュー。
1992年、『北米探偵小説論』で第45回日本推理作家協会賞（評論その他の部門）受賞。推理小説、推理小説評論を主に書く。
1994年、『夕焼け探偵帖』（講談社）で小説家デビュー。

## 著書
- 『幻視するバリケード 復員文学論』（田畑書店） 1984
  - 『復員文学論』（インパクト出版会） 1997
- 『獣たちに故郷はいらない』（田畑書店） 1985
- 『亡命者帰らず 天皇テロル子供たち』（彩流社） 1986
- 『空中ブランコに乗る子供たち ポストモダンの若者学』（時事通信社） 1988
- 『野崎六助映画論集 アクロス・ザ・ボーダーライン』（批評社） 1991
- 『北米探偵小説論』（青豹書房、青豹選書） 1991、のち双葉文庫
- 『エイリアン・ネイションの子供たち』（新宿書房） 1992
- 『幻灯島、西へ』（現代企画室） 1994
- 『殺人パラドックス』（講談社ノベルス） 1994
- 『夕焼け探偵帖』（講談社） 1994
- 『李珍宇ノオト 死刑にされた在日朝鮮人』（三一書房） 1994
- 『アメリカン・ミステリの時代 終末の世界像を読む』（日本放送出版協会、NHKブックス） 1995
- 『ドリームチャイルド』（学習研究社、学研ホラーノベルズ） 1995
- 『花火の夜には人が死ぬ』（講談社ノベルス） 1995
- 『ラップ・シティ』（早川書房、ハヤカワ・ミステリワールド） 1995
- 『大藪春彦伝説 遥かなる野獣の挽歌』（ビレッジセンター出版局） 1996
- 『物語の国境は越えられるか 戦後・アメリカ・在日』（解放出版社） 1996
- 『臨海処刑都市』（ビレッジセンター出版局） 1996
- 『異常心理小説大全』（早川書房） 1997
- 『これがミステリガイドだ!』（毎日新聞社） 1997
  - 『これがミステリガイドだ! 1988 - 2000』（東京創元社、創元ライブラリ） 2001
- 『世紀末ミステリ完全攻略』（ビレッジセンター出版局） 1997
- 『超・真・贋』（講談社） 1997
- 『謎解き『大菩薩峠』』（解放出版社） 1997
- 『複雑系ミステリを読む』（毎日新聞社） 1997
- 『給食ファクトリー』（日本放送出版協会） 1998
- 『超絶ミステリの世界 京極夏彦読本』（情報センター出版局） 1998
- 『リュウズ・ウイルス 村上龍読本』（毎日新聞社） 1998
- 『ミステリの書き方12講』（青弓社、寺子屋ブックス） 1999
- 『宮部みゆきの謎 最強の女流ミステリを徹底分析する』（情報センター出版局） 1999
- 『煉獄回廊』（新潮社、新潮ミステリー倶楽部） 1999
- 『前世ハンター』（新潮社） 2001
- 『高村薫の世界 あるいは虚無の深奥への招待』（情報センター出版局） 2002
- 『ミステリを書く! 10のステップ』（東京創元社） 2002、のち創元ライブラリー
- 『アノニマス』（原書房、ミステリー・リーグ） 2003
- 『世界の果てのカレイドスコープ 「ミステリの明日」を解読する』（原書房） 2003
- 『アメリカを読むミステリ100冊』（毎日新聞社） 2004
- 『風船爆弾を飛ばしそこねた男』（原書房、ミステリー・リーグ） 2004
- 『魂と罪責 ひとつの在日朝鮮人文学論』（編著、インパクト出版会） 2008
- 『捕物帖の百年 歴史の光と影』（彩流社） 2010
- 『日本探偵小説論』（水声社） 2010
- 『ミステリで読む現代日本』（青弓社） 2011
- 『山田風太郎・降臨 忍法帖と明治伝奇小説以前』（青弓社） 2012
- 『異端論争の彼方へ 埴谷雄高・花田清輝・吉本隆明とその時代』（インパクト出版会） 2013
- 『占領を知るための10章』（汎世書房、GHQクラブ） 2017.5
- 『北米探偵小説論21』（インスクリプト） 2020.6
- 『快楽の仏蘭西探偵小説』（インスクリプト、北米探偵小説論21 別巻） 2022.11

### 「安吾探偵控」
- 『安吾探偵控』（東京創元社、創元クライム・クラブ） 2003
- 『イノチガケ 安吾探偵控』（東京創元社、創元クライム・クラブ） 2005
- 『オモチャ箱 安吾探偵控』（東京創元社、創元クライム・クラブ） 2006

## 参考
- 『文藝年鑑2010』